# Пирогово (Волжское сельское поселение)
Пирогово — деревня в Нерехтском районе Костромской области. Входит в состав Волжского сельского поселения.

## География
Находится в юго-западной части Костромской области на расстоянии приблизительно 26 км на восток-северо-восток по прямой от районного центра города Нерехта.

## История
Известна с 1872 года, когда здесь было учтено 14 дворов, в 1907 году отмечен был 31 двор.

## Население
Постоянное население составляло 98 человек (1872 год), 130 (1897), 163 (1907), 12 в 2002 году (русские 92 %), 6 в 2022.